# Ashurst (Hampshire)
Ashurst – osada w Anglii, w hrabstwie Hampshire, w dystrykcie New Forest. Leży 29 km na południe od miasta Winchester i 124 km na południowy zachód od Londynu.
W mieście tym żyła Millvina Dean - ostatnia ocalała pasażerka Titanica.